# Platycheirus discimanus
Platycheirus discimanus là một loài ruồi trong họ Ruồi giả ong (Syrphidae). Loài này được Loew mô tả khoa học đầu tiên năm 1871. Platycheirus discimanus phân bố ở vùng Cổ Bắc giới (Đan Mạch)